# Cesare Carlacci
Cesare Carlacci (Ceprano, 14 luglio 1960) è un ex hockeista su ghiaccio italiano naturalizzato statunitense.

## Biografia
Nato in Italia ed emigrato negli Stati Uniti d'America da bambino, fece ritorno nel suo paese natale dopo l'esperienza nel campionato universitario statunitense con la Boston University.
Tra il 1984 ed il 1991 giocò con il Varese, divenendone una bandiera e contribuendo alla vittoria di due titoli italiani (1986-1987 e 1988-1989).
Chiuse la carriera al termine della stagione 1991-1992, giocata con il Milano Saima, durante la quale si mise in luce in Coppa dei Campioni, segnando invece meno del consueto in campionato.
Al termine della stagione, Carlacci ha fatto ritorno negli Stati Uniti d'America, aprendo un ristorante a New York.